# ذرو (الرضمة)

تعديل مصدري - تعديل

ذرو هي إحدى قرى عزلة كحلان بمديرية الرضمة التابعة لمحافظة إب، بلغ تعداد سكانها 504 نسمة حسب تعداد اليمن لعام 2004.